# Linjär funktion

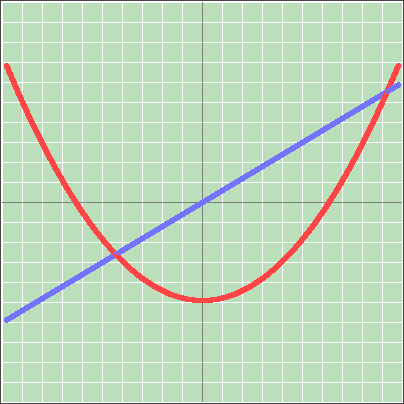
En linjär (blå) och en icke-linjär (röd) funktionsgraf. Se Bild:Linjär - icke linjär.png för mer information.

En linjär funktion är en funktion f(x) som uppfyller följande två krav:
- {\displaystyle f(x+y)=f(x)+f(y)} för alla x och y, och
- {\displaystyle f(\alpha x)=\alpha f(x)} för alla skalärer {\displaystyle \alpha }.

Det är inget krav att x eller y är reella tal utan de kan vara element i ett godtyckligt vektorrum, funktioner eller operatorer.
Ovanstående regler innebär allmänt att om {\displaystyle x_{1},\ldots ,x_{m}} är ett antal vektorer och {\displaystyle \alpha _{1},\ldots ,a_{m}} är ett motsvarande antal skalärer så gäller att
{\displaystyle f(\alpha _{1}x_{1}+\ldots +\alpha _{m}x_{m})=\alpha _{1}f(x_{1})+\ldots +\alpha _{m}f(x_{m})}
vilket är en mycket användbar egenskap hos funktionen.
Om en funktion inte uppfyller ovanstående krav kallas den en olinjär funktion, eller en icke-linjär funktion.
Problem som ger upphov till linjära funktioner är oftare enklare att lösa än de som ger upphov till olinjära funktioner. Därför lineariseras i praktiken gärna icke-linjära system, det vill säga de approximeras med ett linjärt system, så att de blir lättare att lösa.
Polynom av grad ett kallas också, något oegentligt, för linjära, trots att de inte behöver uppfylla ovan nämnda krav. Ett vanligt namn för de polynomen är affina funktioner. Orsaken till förbistringen är att den grafiska bilden av en affin funktion alltid är en rät linje, medan bara de räta linjer som går genom origo representerar linjära funktioner enligt definitionen - "addition av x-värden ger adderat funktionsvärde". 